# Lake Roesiger
Lake Roesiger je obec v okrese Snohomish v americkém státě Washington. V roce 2010 měla 503 obyvatel. Při sčítání lidu v roce 2010 tvořili 96 % zdejšího obyvatelstva běloši, necelé 1 % původní obyvatelé a zhruba 0,5 % Asiaté. 2 % obyvatelstva byla hispánského původu. Z celkové rozlohy 26,2 km² tvořila 5 % vodní plocha.